# Zischkaita
Zischkaita is een geslacht van kevers uit de familie bladkevers (Chrysomelidae).
De wetenschappelijke naam van het geslacht werd in 1956 gepubliceerd door Bechyne.

## Soorten
- Zischkaita boliviensis Bechyne, 1956
- Zischkaita caapura Moura, 2005
- Zischkaita jeronymia Bechyne, 1958
- Zischkaita pilifera (Weise, 1921)
- Zischkaita pubipennis Bechyne, 1958
- Zischkaita serrana Moura, 2003